# Stade Jardines del Hipódromo María Mincheff de Lazaroff
Le Stade Jardines del Hipódromo María Mincheff de Lazaroff (en espagnol : Estadio Jardines del Hipódromo María Mincheff de Lazaroff), autrefois connu comme le Stade Jardines del Hipódromo (en espagnol : Estadio Jardines del Hipódromo), est un stade de football situé dans la ville de Montevideo, en Uruguay.
Il est l'actuel stade du club de football du Danubio Fútbol Club.

## Histoire
Fondé sous le nom de l'Estadio Jardines del Hipódromo (car étant situé dans le quartier de la capitale des Jardins de l'Hippodrome), il est construit le 25 août 1957.
Depuis mai 2017 et son renommage, il est le premier stade du pays à porter le nom d'une femme, à savoir María Mincheff de Lazaroff, femme d'affaires uruguayenne d'origine bulgare et mère de Miguel et Juan Lazaroff, cofondateurs du club du Danubio FC.

## Événements
- Copa Sudamericana 2017 (un match disputé)

## Galerie

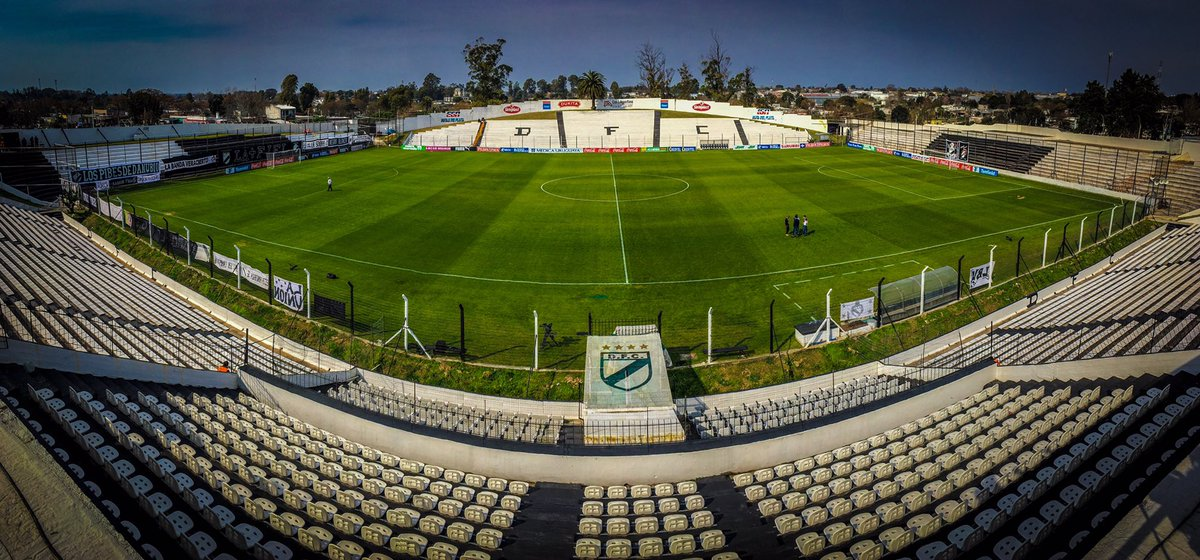
Stade en 2019